# Diards trogon
De Diards trogon (Harpactes diardii) is een vogelsoort uit de familie Trogons (Trogonidae). Deze vogel werd ontdekt door Pierre-Médard Diard en beschreven door Coenraad Jacob Temminck.

## Beschrijving
Zoals alle trogons is dit een mooi gekleurde vogel. De geslachten verschillen sterk van elkaar. Het mannetje van de Diards trogon heeft scharlakenrode kop en nek. De rug en stuit zijn oranje tot oker. De staart is ook okerkleurig met zwart in de buitenste staartpennen en aan het uiteinde. De achterkant van de staart is zwart met wit. De vleugels zijn tot de helft okerbruin en daarna zwart met dunne witte strepen. De keel is geheel zwart met een roze rand. Dit is het kenmerk van de Diards trogon ten opzichte van andere trogons in het oriëntaalse gebied. Er is een duidelijk scheiding tussen de borst en de buik, waarbij de buik scharlakenrood van kleur is. Het vrouwtje heeft een donkerolijfkleurige kop, een donkerder rug, lichte roodbruine strepen op de vleugels. Daarnaast is de onderzijde kaneelkleurig en is de buik valer van kleur.
De snavel van een volwassen exemplaar is blauwachtige, de iris is donkerrood of bruin. De poten van de Diards trogon zijn lichtgrijs.
Deze soort is inclusief staart 30 centimeter lang.

## Verspreiding en leefgebied
De Diards trogon komt voor op het schiereiland Malakka, Sumatra en Borneo. Het leefgebied is onontgonnen regenwoud op een hoogte tussen nul en 600 meter boven zeeniveau (op Borneo soms tot 1200 m) maar ook in secundair bos en zelfs in plantages, mits deze grenzen aan bos. De vogel kan zich aanpassen in bossen waarin selectief is gekapt, maar komt dan voor in veel lagere dichtheden.
De soort telt twee ondersoorten:
- H. d. sumatranus: Malakka en Sumatra.
- H. d. diardii: Borneo en Banka.

## Status
Vooral op Kalimantan en Sumatra neemt het bosareaal dat geschikt is in hoog tempo af door omzetting in plantages, illegale houtkap in beschermde gebieden en bosbranden (in 1997-1998). Daardoor gaat leefgebied voor de Diards trogon verloren en daarom staat de vogel als gevoelig op de rode lijst.